# Lohberg
Lohberg è un comune tedesco di 2 086 abitanti, situato nel land della Baviera.